# Trung Dũng (doanh nhân)
Trung Dũng, sinh năm 1967, (thường được biết dưới tên tiếng Anh Trung Dung) là lập trình viên, tỷ phú người Mỹ gốc Việt.
Khi bước chân lên đất Mỹ năm 1985, ông chỉ có 2 USD nhưng 15 năm sau, ông đã chuyển nhượng công ty OnDisplay của ông cho Vignette Corp với giá gần 1,8 tỉ USD. Câu chuyện về thành công của ông đã trở thành "huyền thoại" trong giới công nghệ cao, và được nhiều tạp chí nổi tiếng như Forbes, Fortune, Financial Times, Wall Street Journal, San Francisco Chronicle... tường thuật và in trong cuốn sách The American Dream (Giấc mơ Mỹ) của biên tập viên Dan Rather của đài CBS.

## Tiểu sử và thành tích
- Sinh ngày 26 tháng 3 năm 1967. Có thông tin cho rằng ông thật ra là họ Dụng, là họ của người dân tộc Chăm, cha của ông là người Chăm đất Phan Rí và mẹ là người Việt.
- Cha là Dũng Văn Đối, trung tá của Quân lực Việt Nam Cộng Hòa, thị trưởng một tỉnh lỵ tại miền Nam và sau 1975 phải đi học tập cải tạo, tài sản gia đình bị tịch thu. Gia đình túng quẫn, ông phải vừa học vừa bán hàng để phụ gia đình.
- Vượt biển đến Indonesia năm 1984, sau hai lần thất bại và đến Hoa Kỳ tị nạn từ năm 1985.
- Thời gian đầu ông cùng chị gái sống tại Louisiana, sau đó hai chị em chuyển sang Boston. Một năm sau, ông ghi tên vào học ở trường Đại học Massachusetts, Boston. Ông vừa học vừa làm đủ thứ công việc, từ rửa chén trong nhà hàng đến làm kỹ thuật viên, để nuôi sống mình và gia đình. Hàng tháng, ông vẫn gửi về Việt Nam 300-400 USD để giúp gia đình. Đến năm 1990, gia đình ông được đoàn tụ.
- Tốt nghiệp cử nhân khoa học máy tính và toán học ứng dụng tại Đại học Massachusetts, Boston năm 1988. Lấy bằng cao học (master), đang học tiến sĩ thì bỏ dở vì mẹ bệnh ung thư nặng. Sau này, năm 1992 ông lấy bằng Tiến sĩ ngành Khoa học máy tính tại trường Đại học Boston.
- Vợ của ông là bác sĩ Nam Phương tốt nghiệp Đại học Stanford về ngành ung thư.
- Làm kỹ sư trưởng (Senior Engineer) cho công ty Open Market.
- Bỏ việc làm tại Open Market, thành lập công ty On Display Inc năm 1996. Lúc đầu khó khăn nhưng sau nhờ sự hỗ trợ của Mark Pine, từng là ủy viên quản trị công ty Sybase Inc, nhiều nhà đầu tư đã giúp vốn cho ông. Công ty đặt trụ sở chính tại San Ramon, California và được xem là một trong 10 công ty IPO (công ty lần đầu lên sàn chứng khoán) thành đạt nhất Hoa Kỳ của năm 1999.
- Năm 2000, chuyển nhượng công ty OnDisplay cho Vignette Corp với giá gần 1,8 tỉ USD.
- Năm 2001, sáng lập và hiện là giám đốc điều hành công ty Fogbreak ở Walnut Creek, Bắc California. Công ty phát triển dây chuyền phân phối & hợp tác dịch vụ phần mềm (a venture-backed company developing collaborative supply chain software). Công ty được các công ty lớn như Matrix Partners, Greylock, và Sigma Partners góp vốn đầu tư.
- Tháng 5 năm 2004, được trao tặng Giải Đuốc Vàng từ Đại hội Liên hoan Người Mỹ gốc Việt Toàn quốc (VANG).
- Năm 2005, ông thành lập và là giám đốc điều hành tập đoàn V-Home Group, gồm những doanh nhân người Mỹ gốc Việt thành đạt muốn tìm kiếm cơ hội đầu tư tại Việt Nam.
- Năm 2006, được nhận danh hiệu vinh danh nước Việt.

Ông nói tiếng Việt và Anh lưu loát, hiếu thảo và bản tính khiêm tốn, có lòng với sinh hoạt cộng đồng và thường tham gia những sinh hoạt cộng đồng người Việt tại Hoa Kỳ.

## Các công ty sáng lập hoặc điều hành
- OnDisplay Inc
- DICentral
- DICentral Vietnam Lưu trữ ngày 13 tháng 7 năm 2007 tại Wayback Machine
- Fogbreak Software Home Page ở Walnut Creek, Bắc California

### Tổ chức
- Vietnamese Silicon Valley Network (VSVN) Lưu trữ ngày 18 tháng 10 năm 2007 tại Wayback Machine
- Vietnam Education Foundation (VEF) Lưu trữ ngày 30 tháng 8 năm 2006 tại Wayback Machine, Quỹ Giáo dục Việt Nam
- V-Home Group